# Nord-Est du Rio Grande do Sul
La mésorégion Nord-Est du Rio Grande do Sul est l'une des sept mésorégions du Rio Grande do Sul. Elle est formée par l'association de cinquante-trois municipalités regroupées en trois microrégions. Elle recouvre une aire de 25 749,128 km2 pour une population de 1 009 661 habitants (IBGE - 2005). Sa densité est de 39,2 hab./km2. Son IDH est de 0,833 (PNUD/2000). Elle est limitrophe de l'État de Santa Catarina.

## Microrégions
- Caxias do Sul
- Guaporé
- Vacaria

## Mésorégions limitrophes
- Métropolitaine de Porto Alegre
- Centre-Est du Rio Grande do Sul
- Nord-Ouest du Rio Grande do Sul
- Serrana de Santa Catarina (Santa Catarina)
- Sud de Santa Catarina (Santa Catarina)